# Geen tijding van Angers
Geen tijding van Angers is een hoorspel van Henk van Kerkwijk. De KRO zond het uit op zondag 3 december 1967 in het programma Zondagavondtheater. De regisseur was Willem Tollenaar. De uitzending duurde 37 minuten. Op 11 juni 1969 zond de Norddeutscher Rundfunk het ook uit, onder de titel Keine Nachricht von Angers.

## Rolbezetting
- Piet Römer (Jeroen)
- Wam Heskes (Walter)
- Lo van Hensbergen (Jef)
- Enny Mols-de Leeuwe (Lira)
- Hans Karsenbarg (Hans)
- Els van Rooden (Angela)

## Inhoud
Dit hoorspel brengt een scherpe typering van de ouderwetse houwdegen die is blijven steken in de onvolwassen sfeer van de militaristische gewelddadigheid. Hij is zeventig maar herbeleeft elke dag in zijn gesprekken de heldendaden die hij vroeger als koloniaal in Indië heeft verricht. Dit motief staat in contrast tot de eigenlijke story: het verhaal van een jonge deserteur die na jaren terugkeert naar het ouderlijk huis. Die thuiskomst van de jongen, die door de ouders met smart wordt verwacht, wordt ten slotte verhinderd door een toeval dat door de oude ijzervreter wordt veroorzaakt…